# Miracle Go!プリンセスプリキュア/ドリーミング☆プリンセスプリキュア
「Miracle Go!プリンセスプリキュア/ドリーミング☆プリンセスプリキュア」（ミラクル ゴー!プリンセスプリキュア/ドリーミングプリンセスプリキュア）は、礒部花凜/北川理恵のシングル。2015年3月4日にマーベラスから発売された。

## 概要
テレビアニメ『Go!プリンセスプリキュア』の主題歌を収録したスプリット・シングル。オープニングテーマの「Miracle Go!プリンセスプリキュア」は礒部花凜が、前期エンディングテーマの「ドリーミング☆プリンセスプリキュア」は北川理恵が歌っている。
前作同様DVD付属盤と通常盤の2種類が発売されており、DVD付属盤にはオープニングとエンディングのノンテロップムービーが収録されている。エンディング「ドリーミング☆プリンセスプリキュア」の振り付けはMIKIKOが担当している。また、初回限定封入特典としてジャケットイラストステッカーが同梱されているが、これまでの「プリキュアシリーズ」の主題歌CDとは異なり、データカードダスプリキュアオールスターズのカードが同梱されていない。CDジャケットには3人のプリキュアがプリントされているが、通常盤とDVD付属盤とでポーズが異なっている。

## 収録曲

### CD
1. Miracle Go!プリンセスプリキュア [3:25] 
歌：礒部花凜
作詞：大森祥子、作曲：渡辺亮希、編曲：渡辺亮希・池田大介
歌唱を担当した礒部は「プリンセスや可愛いものに憧れる女の子の、ウキウキする気持ちが全部詰まっている、聴いただけでハッピーになれる曲だと思います」と語っている[1]。また作詞を担当した大森は「作品の世界観、伝えたいメッセージを盛り込むことは勿論、渡辺さんの秀逸な曲に導かれ、言葉を覚えたてのまだ小さな女の子たちにも、自信を持って大きな声で歌える楽しい部分も、と意識しながら、心をこめて書かせていただきました」とブログにて綴っている[2]。
  - テレビアニメ『Go!プリンセスプリキュア』オープニングテーマ
  - ABCラジオ『吉田仁美のプリキュアラジオ キュアキュア♡プリティ』オープニングテーマ
2. ドリーミング☆プリンセスプリキュア [3:18] 
歌：北川理恵
作詞：マイクスギヤマ、作曲：山本清香、編曲：多田彰文
歌唱を担当した北川は「エレガントさがあって、綺麗で優雅なお姉さんのイメージです。聴いてるだけで楽しくなれるし、歌詞も女の子がキュンキュンする内容となっています」と語っている[1]。また、編曲の多田は自らエレキベース・ホルン・トランペット・トロンボーンの演奏も担当している[3]。
  - テレビアニメ『Go!プリンセスプリキュア』前期エンディングテーマ
  - ABCラジオ『吉田仁美のプリキュアラジオ キュアキュア♡プリティ』2015年2月エンディングテーマ
3. Miracle Go!プリンセスプリキュア（オリジナル・メロディー入り・カラオケ／オリジナル・カラオケ） [3:25]
CD+DVD盤はオリジナル・メロディー入り・カラオケ、通常盤はオリジナル・カラオケという仕様になっている。
4. ドリーミング☆プリンセスプリキュア（オリジナル・メロディー入り・カラオケ／オリジナル・カラオケ） [3:18]
CD+DVD盤はオリジナル・メロディー入り・カラオケ、通常盤はオリジナル・カラオケという仕様になっている。

### DVD（CD+DVD盤のみ同梱）
1. オープニング「Miracle Go!プリンセスプリキュア」ノンテロップ映像
2. エンディング「ドリーミング☆プリンセスプリキュア」ノンテロップ映像